# تانر (واشینگتن)
تانر (به انگلیسی: Tanner) یک منطقهٔ مسکونی در ایالات متحده آمریکا است که در شهرستان کینگ، واشینگتن واقع شده‌است. تانر ۱۰٫۵ کیلومتر مربع مساحت و ۱٬۰۱۸ نفر جمعیت دارد و ۱۵۹ متر بالاتر از سطح دریا واقع شده‌است.